# Coenosia errans
Coenosia errans är en tvåvingeart som beskrevs av Malloch 1920. Coenosia errans ingår i släktet Coenosia och familjen husflugor. Inga underarter finns listade i Catalogue of Life.